# 바론의 대모험
《바론의 대모험》(The Adventures Of Baron Munchausen)은 독일(구 서독)에서 제작된 테리 길리엄 감독의 1988년 판타지, 코미디 영화이다. 존 네빌 등이 주연으로 출연하였고 토머스 슈리 등이 제작에 참여하였다.
이 영화는 박스오피스 봄이었다. 그러나 비평가들로부터 좋은 평가를 받았으며 여러 아카데미상을 수상했다.

## 출연

### 주연
- 존 네빌
- 에릭 아이들
- 사라 폴리
- 올리버 리드
- 찰스 맥케온

### 조연
- 윈스톤 데니스
- 잭 퍼비스
- 발렌티나 코르테스
- 조나단 프라이스
- 빌 패터슨
- 피터 제프리
- 우마 서먼
- 앨리슨 스테드먼
- 레이 쿠퍼
- 로빈 윌리엄스

## 기타
- 공동제작: 레이 쿠퍼
- 미술: 단테 페레티
- 의상: 가브리엘라 페스쿠치